# Hucha de Oro
La Hucha de Oro era una carrera ciclista profesional disputada anualmente en Leganés, Comunidad de Madrid, España. Se disputó desde 1984 hasta 1992 ininterrumpidamente y consistía en una sola etapa.
El corredor con más victorias es el español Juan Carlos González Salvador, con dos.

## Palmarés
| Año  | Ganador                       | Segundo                | Tercero                       |
| ---- | ----------------------------- | ---------------------- | ----------------------------- |
| 1984 | Juan Fernández                | Carlos Hernández       | Nico Emonds                   |
| 1985 | Eduardo Chozas                | Felipe Yáñez           | Ángel Camarillo               |
| 1986 | Jaime Vilamajó                | Rubén Gorospe          | Jesús Rodríguez Magro         |
| 1987 | Iñaki Gastón                  | Alfonso Gutiérrez      | Jesús Suárez                  |
| 1988 | Alfonso Gutiérrez             | Manuel Jorge Domínguez | Casimiro Moreda               |
| 1989 | Juan Carlos González Salvador | Malcolm Elliott        | Kenneth Weltz                 |
| 1990 | Dick Dekker                   | Kenneth Weltz          | Juan Carlos González Salvador |
| 1991 | Juan Carlos González Salvador | Malcolm Elliott        | Kenneth Weltz                 |
| 1992 | Antonio Martín Velasco        | Julio César Cadena     | Julián Gorospe                |

## Palmarés por países
| País         | Victorias |
| ------------ | --------- |
| España       | 8         |
| Países Bajos | 1         |